# Gmina Pehczewo
Gmina Pehczewo (mac. Општина Пехчево) – gmina miejska we wschodniej Macedonii Północnej.
Graniczy z gminami: Dełczewo od północnego zachodu, Berowo od zachodu i południa oraz z Bułgarią od wschodu.
Skład etniczny
- 85,86% – Macedończycy
- 7,07% – Romowie
- 6,47% – Turcy
- 0,6% – pozostali

W skład gminy wchodzą:
- miasto: Pehczewo;
- 7 wsi: Crnik, Cziflik, Negrewo, Panczarewo, Robowo, Spikowo, Umlena.